# Edgar Böckman
Carl Edgar Böckman, (Edgard i folkbokföringen) född 21 september 1890 i Malmö, död 16 mars 1981 i Lidingö, var en svensk keramiker och formgivare. 

## Biografi
Edgar Böckman var en förnyare av den saltglaserade keramiken och arbetade och experimenterade med olika typer av lysterglasyrer inom prydnadskeramiken samt med olika bränntekniker i saltugnar. Han studerade 1910–1914 på Högre Konstindustriella Skolan i Stockholm. Åren 1932–1933 gick han på konsthantverksskola i Prag i Tjeckoslovakien.   
Edgar Böckman var först verksam som designer och konstnärlig ledare på Höganäsbolaget i Höganäs 1915–1926, där han bland annat framställde dekorerat hushållsgods kallat "Vackrare Vardagsvara" som hade en stiliserad blad- och blomdekor. Servisen var barockartad i vitaktigt flintgods med enkel dekor i ljust blått eller brunt mot gulvit botten, och den helt nyskapande stilen fick en mycket stor efterfrågan hos allmänheten och såldes i omfattande upplagor. Därefter var han verksam på Rörstrands Porslinsfabrik i Göteborg 1926–1929, där han dekorerade och designade Vinga blå samt fajansfat och skålar till Stockholmsutställningen 1930. Han arbetade även en kortare tid på Nittsjö keramik.
Böckman öppnade egen keramisk verkstad 1935 i Stockholm och i Nyhamnsläge, där han framställde pjäser i stengods och lergods, och var sedan verksam som huvudlärare i keramik på Konstfackskolan i Stockholm 1947–1957. Bland hans elever där kan nämnas Herta Hillfon och Karin Björquist. För sina förtjänster belönades han med Vasaorden 1951. Edgar Böckman är representerad på Nationalmuseum, Nordiska museet, Sörmlands museum, Helsingborgs museer, Kulturen och Höganäs museum.